# ガラスの靴 (1955年の映画)
『ガラスの靴』（ガラスのくつ、原題：The glass slipper）は、MGMが1955年に製作した映画。
『シンデレラ』を題材としている。アメリカでは1955年3月24日に公開となった。バレエも取り入れている。上映時間は93分。

## キャスト
※括弧内は日本語吹替（初放送1969年10月11日 NHK『劇映画』）
- エラ：レスリー・キャロン（里見京子）
- チャールズ王子：マイケル・ワイルディング（広川太一郎）
- サンダー未亡人：エルザ・ランチェスター（高橋和枝）- エラの継母
- バーディナ：アマンダ・ブレイク- エラの義姉
- セラフィナ：リサ・ダニエルズ- エラの義姉
- 公爵：バリー・ジョーンズ（英語版） - チャールズ王子の父
- トケ夫人：エステル・ウィンウッド（堀越節子）
- コービン：キーナン・ウィン（羽佐間道夫）
- いとこのルル：ルレネ・タトル
- 日本語版語り手：川久保潔

## スタッフ
- 監督：チャールズ・ウォルターズ
- 脚色：ヘレン・ドイッチュ
- 製作：エドウィン・H・ノッフ
- 撮影：アーサー・E・アーリング
- 音楽・主題曲：ブロニスラウ・ケイパー
- 編集：フェリス・ウェブスター
- 作詞：ヘレン・ドイッチュ
- 特殊効果：ウォーレン・ニューカム
- 振り付け：ローラン・プチ